# 硫化タングステン(VI)
硫化タングステン(VI)(Tungsten trisulfide)は、化学式WS3のタングステンと硫黄からなる無機化合物である。外見は、チョコレートに似た茶色の粉末である。

## 合成
1. タングステン酸の熱い酸性溶液に硫化水素のバブルを通過[5]
2. 硫化タングステン(IV)と硫黄を加熱[6]

{\displaystyle {\ce {WS2 + S -> WS3}}}
1. チオタングステン酸溶液の酸性化による沈殿[5]

{\displaystyle {\ce {(NH4)2WS4 + HCl -> WS3 + 2NH4Cl + H2S}}} {\displaystyle {\ce {Na2WS4 + H2SO4 -> WS3 + Na2SO4 + H2S}}}

## 物理的性質
冷水に若干溶ける。熱水に溶けゾルを作る。
アルカリ金属炭酸塩、アルカリ金属水酸化物に溶ける。

## 化学的性質
加熱により、硫化タングステン(IV)と硫黄に熱分解される。
{\displaystyle {\ce {WS3 -> WS2 + S}}}
硫化物溶液と以下のように反応する。
{\displaystyle {\ce {WS3 + (NH4)2S -> (NH4)2WS4}}}
水素と以下のように反応する。
{\displaystyle {\ce {WS3 + 3H2 -> W + 3H2S}}}